# Мадагаскарська плита
Мадагаскарський щит — складають породи катархею, нижнього і верхнього архею і протерозою. Катархей (масиви Масура і Антонжіль, або Антунгіла) представлений ортогнейсами, мігматитами і неузгоджено їх перекриваючими метаморфічними породами (гнейси, кварцити, амфіболіти, піроксеніти). Переважають сірі гнейси. Аналоги цих комплексів розвинені в південній і в центральній частині острова. До катархейських порід приурочені родовища хромових, уранових, залізних і торієвих руд, флогопіту тощо. Пояси зеленосланцевих порід верхнього архею розвинені на півночі та крайньому півдні острова і складені переважно амфіболовими гнейсами і амфіболітами. Характерні інтрузії ультраосновних порід і розшарованих габроїдів з родовищами хромових руд, виявами нікелевих, мідних і платинових руд. З верхньоархейськими породами пов'язані також родовища і вияви свинцево-цинкових, залізних руд і золота.
Рифтогенез Сомалійського басейну розпочався наприкінці карбону 300 мільйонів років тому, як складова рифтової системи Кару, суперконтинент Гондвана починає руйнуватися в середині юрського періоду (близько 167 мільйонів років тому) і уздовж зони розлому Дейві, коли Східна Гондвана, що включала Антарктиду, Мадагаскар, Індію та Австралію, почала відокремлюватися від Африки, Східна Гондвана стала окремою близько 115—120 мільйонів років тому, коли Індія почала рухатися на північ. У період 84-95 мільйонів років тому рифтогенез відокремив Сейшельські острови/Індію від Мадагаскару.

## Складові
Мадагаскар був розташований у центральній частині суперконтиненту Гондвана. Як складова частина Східно-Африканського орогенезу, утворено під час неопротерозою — кембрію, що має відбиток на геологію центрального та північного Мадагаскару.
Весь острів можна розділити на чотири тектонічні та геологічні одиниці: блок Антонжіль, блок Антананаріву, пояс Бекіли на півдні та пояс Бемаріво на півночі.
- Блок Антонжіль складається з гнейсу віком 3.2 млрд років з інтрузіями гранітів, який зазнав зеленосланецевий метаморфізм.
- Блок Антананаріву складається з гнейсу віком 2,5 млрд років, з прошарками гранітоїдів і габро, що зазнали метаморфізму до рівня грануліту.
- Пояс Бемаріву має дві області, метасементарні гнейси у південній частині та гранітні куполи на півночі.
- Пояс Бекіли складається в основному з осадових протолітів, гранулітів та амфіболітових гнейсів.

Блоки у північній частині острова складаються з архейського кратонічного матеріалу. Блок Антонжіль історично пов'язаний з кратоном Дхарва Індія.
У центральній частині острова є осадові формації з африканських та індійських континентальних шельфів. Це формація Ітремо, яка також містить інтрузивній матеріал з блоку Антонжіль. Блок Ітремо зазнав орогенез у складі Мадагаскару ~ 700 млн років тому.

## Рифтогенез
Мадагаскарська плита зазнала дві великі події рифтогенезу під час розпаду Гондвани. По-перше, вона відокремила від Африки близько 160 млн років тому, по-друге, від Сейшельських островів та Індії 66–90 млн років тому.
Перша подія рифтогенезу, відокремлення від Африканської плити, спричинило переміщення вздовж хребта Дейві, що у Мозамбіцькій протоці на захід від сьогоденного узбережжя острова. Рифтінг також пов'язаний з великими деформаціями, а також вулканізм у пізній крейді і кайнозої (від еоцену до міоцену).
Друга подія рифтогенезу викликала вулканізм у південній частині острова, а також на півдні, наприклад, на острові Маріон. Вулканізм був настільки великим, що наприкінці крейди Мадагаскар, можливо, був повністю покритий базальтами повенями від вулканізму, пов'язаного з цим другим рифтогенезом. Саме наприкінці крейди Мадагаскар став повністю ізольованим від будь-якого іншого континенту.

## Сучасна тектоніка
Мадагаскар залишається сейсмічно і вулканічно активним. Найбільш сейсмічно активний район знаходиться під плато Анкаратра в центрі острова, який зазнавав землетрусів магнітудою 5,2 і 5,5 у 1985 і 1991 роках. Пасмо біля узбережжя, є продовженням Східноафриканської рифтової зони.
Плато Анкаратра містить велике вулканічне поле з вулканічними конусами і великими потоками. Вулкан діяв від неогену до четвертинного періоду. На північному заході розташовані нещодавно активні Коморські острови, вулканізм яких пов'язаний з гарячою точкою.
Мадагаскарська плита зараз рухається в основному разом з Африканською плитою, тому деякі науковці вважають, що її не слід розглядати як незалежну плиту.